# Баркана (Бакау)
Баркана (рум. Barcana) насеље је у Румунији у округу Бакау у општини Ракитоаса. Oпштина се налази на надморској висини од 201 m.

## Становништво
Према подацима из 2002. године у насељу је живело 491 становника, од којих су сви румунске националности.